# Jorge Luis Ochoa Vásquez
Pour les articles homonymes, voir Ochoa et Vásquez.
 (mai 2016).
Si vous disposez d'ouvrages ou d'articles de référence ou si vous connaissez des sites web de qualité traitant du thème abordé ici, merci de compléter l'article en donnant les références utiles à sa vérifiabilité et en les liant à la section « Notes et références ».
Jorge Luis Ochoa Vásquez ou plus simplement Jorge Ochoa, né le 30 septembre 1950, est un narcotrafiquant de la ville de Medellín en Colombie, qui aida à la fondation du cartel de Medellín au début des années 1970. Les chefs du cartel étaient Pablo Escobar, José Gonzalo Rodríguez Gacha, Jorge Ochoa et ses frères Juan David et Fabio.

## Carrière criminelle

### Débuts et création du cartel de Medellín
Jorge Luis Ochoa Vásquez est le fils de Fabio Ochoa Restrepo (en) dont la famille était historiquement fortunée grâce à l'élevage de bétail et la restauration.  Dès 1976, Jorge s'impliqua activement dans le lucratif business du trafic de narcotiques. À cette époque, il n'était pas encore question de cartel et il s'agissait juste d'une activité annexe de la famille Ochoa. Jorge prétendra d'ailleurs que le trafic de drogues fut pour lui uniquement une activité secondaire. À partir de 1978, son contact à Miami est Rafael Cardona Salazar (de).
Entre 1981 et 1982, la famille Ochoa renforce son alliance avec Pablo Escobar, Carlos Lehder (dit « El Bocón »), et José Gonzalo Rodríguez Gacha (dit El Mexicano) pour former ce qui allait devenir le cartel de Medellín. Les trafiquants mettaient leurs forces en commun pour ce qui avait trait à la fabrication, la distribution et la commercialisation de leur cocaïne. 
En 1981, c'est le kidnapping de la sœur de Jorge, Martha Nieves Ochoa Vasquez, par l'organisation guérilleros M-19 qui renforça cette alliance. Les trafiquants formèrent alors le groupe connu sous le nom Muerte a Secuestradores, (« Mort aux ravisseurs ») promettant l'exécution de tous les ravisseurs. Par peur de ces représailles, Martha Nieves fut libérée quelques mois plus tard par le M-19 sans que la moindre rançon ne soit payée.
En 1987, le magazine Forbes le plaça sur la liste des vingt hommes les plus riches au monde avec une fortune estimée à environ trois milliards de dollars.
Sa fortune lui permet d'intervenir en politique en finançant les campagnes électorales de politiciens de la région de Medellín, parmi lesquels Álvaro Uribe, le futur président du pays.
En septembre 1990, le président colombien César Gaviria Trujillo proposa en échange de la reddition des narcotrafiquants que leurs peines soient réduites et exécutées en Colombie. C'est sous cette condition que Jorge Luis et son frère Juan David se livrèrent aux autorités colombiennes en janvier 1991. Jorge Luis fut libéré en juillet 1996 après avoir purgé une peine de cinq ans et demi de prison auxquels il avait été condamné pour trafic de drogue.